# نرگس درختی (سرده)
نرگس درختی (نام علمی: Philadelphus) نام یک سرده از راسته گل‌سرخ‌سانان است.
نحوه هرس: این درختچه‌ها معمولاً نیازی به هرس چندانی ندارد و تنها باید هر سه یا چهار سال یکبار در اوائل بهار یا پاییز تعدادی از ساقه‌های خیلی مسن را از قاعده قطع کنیم. همچنین هرس پنسمان یا چیدن نوک شاخه‌های تازه روئیده در تابستان باعث جلوگیری از حجیم شدن تاج شده و آن را متراکم‌تر می‌سازد.